# Биографический словарь Австрийской империи
Биографический словарь Австрийской империи (нем. Biographisches Lexikon des Kaiserthums Oesterreich) — 60-томный труд, который был написан и опубликован австрийским библиографом Констаном Вурцбахом с 1856 по 1891 год.
Этот труд Констана Вурцбаха содержит 24 254 биографии людей, которые родились с 1750 по 1850 год в австрийских Коронных землях или жили и работали в них. Таким образом, это уникальная коллекция биографических данных Габсбургской империи. Около двух третей сведений опубликованы Вурцбахом впервые. Вурцбах начал работу в период унитарного государства в 1855 году и до конца не принимал во внимание страны, которые больше не принадлежали Габсбургской монархии. Обширная библиография содержит ссылки на портреты, изложение надписей на памятниках и эпитафиях, многочисленные подробные описания и таблицы родословных и описания гербов членов аристократии. Таким образом проект, рассчитанный изначально на 6, затем на 12 томов, вырос в результате до 60 томов. К каждому тому составлены разные и подробные указатели персон.
Несмотря на болезнь и многие другие трудности, работа была, наконец, завершена 3 июля 1891 года. В конце 60-томного труда Вурцбах поместил следующее четверостишие:
Gottlob, das große Werk ist nun zu Ende,
Es war daran, dass ich es nicht vollende -
Ich ganz allein schrieb diese sechzig Bände!
Lexikonmüde ruhen aus die Hände.
Слава Богу, большой труд наконец закончен,
Казалось, что я не доведу его до конца —
Я абсолютно один написал эти шестьдесят томов!
Уставшие от словаря руки отдохнут.
В 1916 году началась подготовительная работа по расширенному изданию работы Вурцбаха, которое получило название «Новая австрийская биография». Были запланированы основная книга с короткими биографиями, книги с подробными биографиями и библиография. «Новая австрийская биография» получила, начиная с 10 тома, название «Великие австрийцы». В 1982 году вышел 21 том.
После Второй мировой войны Австрийская академия наук взяла на себя инициативу по продолжению проекта Вурцбаха. С 1957 года выходит «Австрийский биографический словарь. 1815—1950», к середине 2019 года издание почти закончено (доведено до середины буквы W).